# Покровская церковь (Павловск)
Покровская церковь — православный храм в честь Покрова Пресвятой Богородицы в городе Павловске Воронежской области.

## История
Первоначальный деревянный храм, который был полковой церковью Елецкого полка, был построен в 1714 году. В 1780—1783 годах был построен каменный храм, а 6 февраля 1786 года он был освящён.
В 1859 году перестроен в русском стиле.
В 1930-е годы церковь была закрыта советской властью. Снесены верхние ярусы колокольни и восьмерик с куполом. Летом 1944 года возобновились богослужения. Во время восстановительных работ были построены новые колокольня и купол по другому проекту.